# Junkers EF 131
 (août 2020).
Le Junkers EF 131 est un prototype de bombardier à réaction conçu en Allemagne nazie et testé en URSS après la Seconde Guerre mondiale.

## Conception
L'EF-131 a été conçu en 1945 comme un dérivé du bombardier à ailes avant en flèche Ju 287, sous la direction du concepteur en chef Brunolf Baade et de l'ingénieur en chef Fritz, en utilisant la documentation du projet de fragments pour le Ju 287, après la capture de l'usine Junkers à Dessau par l'Armée Rouge. 
Trois prototypes ont été commandés. Le EF 131 V1 et V3 seraient destinés à des tests en vol, et le EF 131 V2 serait utilisé pour des tests de résistance. La construction du premier prototype EF 131 a commencé en janvier 1946 sous la supervision soviétique. 
Les restes du deuxième prototype Ju 287 (explosé par les Allemands vers la fin de la Seconde Guerre mondiale), y compris des sections d'aile, ont été utilisés pour le construire avec des composants du modèle incomplet, Ju 287 V3. 
Une maquette grandeur nature de l'avion a été inspectée en juillet 1946 sous la supervision du lieutenant général V. A. Ouchakov ; le gouvernement soviétique avait donné son feu vert au développement de l'EF 131 dans un décret du 17 avril 1946.
L'EF 131 était similaire au Ju 287 V3 et à la production prévue du Ju 287 en apparence seulement, car elle en différait par le fait d'avoir des turboréacteurs Junkers Jumo 004B et un fuselage légèrement plus long, ainsi que quatre ou sept pods RATO montés sous le fuselage arrière,,.

## Développement
Le premier prototype EF 131 a été achevé dans la zone soviétique de l'Allemagne occupée, et des tests de roulis au décollage ont été effectués en août 1946. La grue a été démontée et transportée à GOZ-1, (Gosudarstvenny Optniy Zavod - usine expérimentale d'État), à Doubna près de Moscou, les Alliés ayant interdit la construction et les essais d'avions en Allemagne occupée. Le groupe OKB-1 à GOZ-1 a été formé avec le Dr Brunolf Baade en tant que concepteur en chef, et une équipe très talentueuse d'ingénieurs allemands secondée par le gouvernement soviétique.
Les essais en vol en URSS ont commencé le 23 mai 1947, à l'aérodrome LII de Ramenskoye, avec le pilote d'essai Paul Julge, l'ingénieur de vol Gunter Schroter et le mécanicien de vol Walter Moses aux commandes. Le premier vol a été retardé parce que la cellule avait dû être renforcée à la suite d'une étude structurelle du TsAGI qui a révélé que la cellule ne respectait que 52% de la norme structurelle. 
Le premier vol a entraîné l'effondrement du train d'atterrissage bâbord en raison d'une défaillance d'un boulon. Les essais en vol ultérieurs ont révélé des lacunes majeures telles que des torsions de la roue avant et des vibrations de la surface de la queue. La rectification des défauts a causé de nombreux retards, mais les pires retards ont été causés par la bureaucratie soviétique, lorsqu'il a été décrété que les travailleurs étrangers ne pouvaient pas travailler sur l'aérodrome de LII. 
Jusqu'en octobre 1947, l'EF 131 a effectué sept vols totalisant 4,5 heures de vol ; il a effectué huit autres vols totalisant 6,5 heures de vol. L'avion s'est posé à LII pendant l'hiver 1947-1948. 
Les conditions difficiles ont causé la détérioration des composants en caoutchouc et du câblage, ce qui a nécessité de longues réparations. Les préparatifs pour la reprise des essais en vol étaient presque terminés en juin 1948, lorsque l'ordonnance n° 440 du Ministère de l'industrie aéronautique soviétique interrompit les travaux sur l'EF 131. Le programme prit fin le 23 août 1948. La cellule de l'EF 131 V3 serait utilisée dans la fabrication du premier prototype du bimoteur OKB-1 EF 140,,.